# Bolboceras dorsuale
Bolboceras dorsuale är en skalbaggsart som beskrevs av Karl Henrik Boheman 1857. Bolboceras dorsuale ingår i släktet Bolboceras och familjen Bolboceratidae. Inga underarter finns listade.